# Raaigras
Raaigras (Lolium) is een geslacht dat behoort tot de grassenfamilie (Poaceae). Het geslacht komt voornamelijk voor in Eurazië, met enkele soorten in Amerika, Noord-Afrika en Australië.
Veel soorten zijn zeer voedselrijk en worden daarom gebruikt in weilanden en als hooi voor het vee. Het is het belangrijkste weidegras in Nieuw-Zeeland, waar jaarlijks 10 miljoen kilo zaad wordt geproduceerd. Ook wordt het ingezet om  erosie van de bodem tegen te gaan. Sommige soorten worden beschouwd als onkruid, die een fors nadelige invloed kunnen hebben op de productie van tarwe en andere granen. Sommige soorten worden gebruikt als gazongras. Engels en Italiaans raaigras wordt ingezaaid als voedergras.
Het pollen van raaigras is een van de belangrijkste veroorzakers van hooikoorts. Het stuifmeel wordt verspreid door de wind.
Het geslacht is nauw verwant aan zwenkgras (Festuca), speciaal met beemdlangbloem (Festuca pratensis), waarmee het hybriden kan vormen. Zo is trosraaigras of festulolium (×Festulolium loliaceum) de vrij zeldzame hybride tussen beemdlangbloem en Engels raaigras.
Soorten die in Nederland voorkomen of voorkwamen:
- Dolik (Lolium temulentum) (Na 1949 verdwenen uit Nederland, alleen nog maar adventief)
- Engels raaigras (Lolium perenne)
- Italiaans raaigras (Lolium multiflorum); tweejarig
- Westerwolds raaigras, eenjarig
- Vlasdolik (Lolium temulentum subsp. remotum) (Na 1949 verdwenen uit Nederland)

Het Engelse raaigras kan geïnfecteerd raken met toxicogene schimmels (Mycotoxine) en raaigraskramp of "rye grass staggers" veroorzaken.

## Andere soorten
- Lolium appenninum
- Lolium canariense
- Lolium edwardii
- Lolium elegans
- Lolium gaudini
- Lolium glumosum
- Lolium grandispicum
- Lolium husnoti
- Lolium × hybridum
- Lolium lesdaini
- Lolium parabolicae
- Lolium persicum
- Lolium rigidum
- Lolium siculum
- Lolium xerophilum